# علوم و فناوری غواصی
علوم و فناوری غواصی (به انگلیسی: Diving Science and Technology) از شرکت‌های وابسته به انجمن مربیان حرفه‌ای غواصی است که توسعه‌دهندهٔ علوم و فناوری نوین غواصی در جهان می‌باشد.

## محصول‌ها
این مجموعه تولیدکنندهٔ برنامه‌ریز غواصی تفریحی است و دارای کارگاه‌های بسیار گسترده‌ای برای پژوهش و بررسی ایمنی غواصی و تهیه و تدارک وسایل کمک‌آموزشی غواصی است.